# Coremas
Coremas è un comune del Brasile nello Stato del Paraíba, parte della mesoregione del Sertão Paraibano e della microregione di Piancó.

## Storia
Agli albori della sua storia, Coremas era abitata da una numerosa tribù india guerriera Cariri.
La città vera e propria fu, invece, fondata col nome di Boqueirão do Curema, in virtù della vicinanza al fiume Piancó, dove forma un'ansa (boqueirão, in portoghese).